# Олдс (Ајова)
Олдс (енгл. Olds) град је у америчкој савезној држави Ајова. По попису становништва из 2010. у њему је живело 229 становника.

## Демографија
Према попису становништва из 2010. у граду је живело 229 становника, што је -20 (-8.0%) становника више него 2000. године.
| Група             | 2000.       | 2010.       |
| Белци             | 236 (94,8%) | 220 (96,1%) |
| Афроамериканци    | 2 (0,8%)    | 1 (0,4%)    |
| Азијати           | 0 (0,0%)    | 0 (0,0%)    |
| Хиспаноамериканци | 5 (2,0%)    | 3 (1,3%)    |
| Укупно            | 249         | 229         |